# Bundorf
Bundorf is een plaats in de Duitse deelstaat Beieren, en maakt deel uit van het Landkreis Haßberge.
Bundorf telt 877 inwoners.
Aidhausen ·
Breitbrunn ·
Bundorf ·
Burgpreppach ·
Ebelsbach ·
Ebern ·
Eltmann ·
Ermershausen ·
Gädheim ·
Haßfurt ·
Hofheim i. UFr. ·
Kirchlauter ·
Knetzgau ·
Königsberg i. Bay. ·
Maroldsweisach ·
Oberaurach ·
Pfarrweisach ·
Rauhenebrach ·
Rentweinsdorf ·
Riedbach ·
Sand a. Main ·
Stettfeld ·
Theres ·
Untermerzbach ·
Wonfurt ·
Zeil a. Main